# 张俊 (清朝)
张俊（1841年—1900年），字杰三，男，汉族，甘肃固原人，祖籍山西，清朝甘军将领。武监生出身。

## 生平
张俊是甘肃固原州毛居士井人，祖籍山西。同治元年（1862年），同治陕甘回变爆发，张俊与固原州同乡董福祥、李双良等倡集团练起事反清。同治二年（1863年）正月，回军攻陷固原城，“城内官民男妇共死者二十余万人”。
同治二年（1863年）中，为解决部众粮饷，张俊与董福祥受环县县令翁健之邀，驻防环县以自保。不久，翁健离开环县，董团粮草无望，张俊与董福祥撤出环县，屯踞庆阳东北山中倒戈反清。张俊协助董福祥兼并了其他团练，兵力达二十万，势力波及陕甘十余州县，与捻军、回民军配合作战，打击清军。
同治六年（1867），董福祥、张俊攻入陕北，据镇靖堡为大本营，进而占领花马池（宁夏盐池南）。同治七年，清廷派陕甘总督左宗棠为钦差大臣督办陕甘军务，兵分三路进剿回汉起义军，在陕北与董张所部交锋，经多次激战，董军不支，败退黄河沿线。湘军大将刘松山趁机派人分头劝降，大军围困镇靖堡，董福祥父董世猷、兄董福禄“率众归诚”。董福祥、张俊不敌清军，清同治七年十二月二十四日（1869年2月5日），董福祥、张俊率部十余万投降湘军，刘松山择其精壮者整编为“董字三营”。赐张俊所部营号“威武忠勇”，隶属刘松山老湘军，作为进军宁夏的先锋。
同治八年（1869），因在攻占灵州、吴忠堡、围攻金积堡等战役中作战勇猛，多次负伤，获得左宗棠认可，同治八年（1869）9月所部正式编入湘军。同治九年（1870年）十一月，清军平定金积堡，宁夏回变平定，张俊因功授都司。
左宗棠安置董福祥、张俊、李双良等董字三营眷属二千三百余口于金积堡区域内，以充实新建置的宁灵厅，以镇守之。董福祥中营驻守金积堡，李双良右营驻守灵武崇兴大寨子，张俊左营驻守吴忠堡。张俊家族遂定居于金积堡。
1875年随左宗棠出塞西征阿古柏，收复新疆，在新疆戍守二十年。生前曾先后任副将、西宁镇总兵、伊犁镇总兵、喀什噶尔提督，皇清诰授建威将军、光禄大夫，赏穿黄马褂赐紫禁城骑马。光绪十年（1884），提督衔总兵的张俊奉旨回乡省亲，招募定远三营，于环县张新庄西北岭为其先祖立碑四块。
光绪二十四年（1898），张俊接替董福祥职任甘肃提督。
光绪二十五年（1899），奉调入京，充北洋武卫军全军翼长（总参谋长）兼统中军。
光绪二十六年（1900）积劳成疾，光绪帝诏命其子张儒珍从蓟州军营赴京服侍。三月十日（1900年4月9日）病卒于北京军中，谥号壮勤，予建祠，即吴忠张壮勤公祠堂（今已毁）。清史稿有传。

## 评价
张俊治军严整，每战率先，“荡金积、靖河湟，戡天山南北两路，功冠诸军”。
光绪帝：“名重边陲，功留瀚海”。

## 家族
子：张儒珍。随董福祥甘军作战，参加平定河湟之役，勇冠军中。以功授二品顶戴盐运使衔、记名道员，赐武能依巴图鲁。光绪二十五年（1899）管带武卫后军右营。
孙：张超。以祖父张俊功勋授二品荫生、赏员外郎，入朝为官，从五品。